# 邱火榮
邱火榮（1937年—），台灣戲曲樂師，現任台灣亂彈嬌（北管）劇團（音樂）總監、台灣國立台北藝術大學傳統音樂學系兼任教授、國立台南藝術大學中國音樂學系客座教授，著有《北管牌子音樂曲集》（2000年）、《北管戲曲唱腔教學選集》（2002年）2套戲曲音樂教材（他的女兒：又名邱婷的邱昭文是協同作者），由直屬台灣行政院文化建設委員會的國立傳統藝術中心出版。曾獲教育部薪傳獎、第28屆傳藝金曲獎─出版類特別獎，文化部104年度指定北管音樂保存者(人間國寶)，第22屆國家文藝獎。

## 生平
邱火榮的爸爸林朝成（林樹成）是台灣台中縣人，人稱「樹成仙」，媽媽邱海妹是台灣苗栗縣客家人，都是戲曲藝術工作者，邱火榮除了跟爸媽學習台灣戲曲音樂藝術，也學習京劇音樂和西樂，最拿手的西樂器是薩克斯風。
他師從蔡義習西方管樂，跟侯佑宗學京劇司鼓藝術。
邱火榮善長多種戲曲樂器，於台灣亂彈戲（北管戲）、台灣歌仔戲、台灣布袋戲（掌中戲）音樂功底深厚，曾任李天祿亦宛然掌中劇團的琴師和鼓師，並曾長期擔任許王小西園掌中劇團的音樂指導，還曾在多個歌仔戲團擔任琴師和鼓師，他的嗩吶、鼓、京劇胡琴（京胡）、管在業界的評價尤高，月琴、三弦、笛、簫、殼子弦、喇叭弦、二胡、大廣弦等也都很拿手。
邱火榮曾多次應邀到美國、法國表演音樂藝術，也曾應邀到香港表演，並曾與台灣的國家交響樂團、國立實驗國樂團合作，擔任獨奏家。
2002年7月6日在國家音樂廳世界首演的《聽戲弄樂韻自來II》音樂會中的北管戲《南天門》操琴。
潘皇龍作曲的《普天樂管弦樂協奏曲》於2006年10月22日在國家音樂廳世界首演，邱火榮擔任嗩吶獨奏，後應邀隨團到馬來西亞、新加坡巡迴。
他的學生有王清松（台灣歌仔戲鼓師）、林永志（台灣歌仔戲、台灣掌中戲；布袋戲、台灣亂彈戲；北管戲鼓師）、鄭榮興（台灣亂彈戲；北管戲、台灣歌仔戲、台灣客家戲；採茶戲鼓師、琴師，台灣國立台灣戲曲學院校長）、李慧（台灣台北市立國樂團打擊組首席）等人。

## 作品

### 音樂指導
歌仔戲《帝女萬歲劫》、《香蓮告青天》、《搜孤救孤》

### 專輯
- 《潘玉嬌的亂彈戲曲唱腔》（擔任鼓師領奏），台灣行政院文化建設委員會出版，1992年
- 《邱火榮的北管後場音樂》（領奏），台灣行政院文化建設委員會出版，1997年
- 《內行與子弟：林阿春與賴木松的北管亂彈藝術世界》（演奏月琴等樂器），台灣彰化縣文化局出版
- 《亂彈戲福路唱腔曲選》（擔任鼓師）
- 《天官賜福》（擔任鼓師）
- 《北管牌子音樂曲集》（嗩吶吹奏、示範）
- 《北管戲曲唱腔教學選集》（胡琴演奏和演唱）

## 外部連結
- 臺灣音樂群像 邱火榮 （页面存档备份，存于）
- YouTube上的《台灣漢人過年鬧廳音樂：「天官賜福」》播放列表，演奏者： 邱火榮、亂彈嬌、三重南義社，1995年，水晶索引聲音資料庫